# Heilserwartung

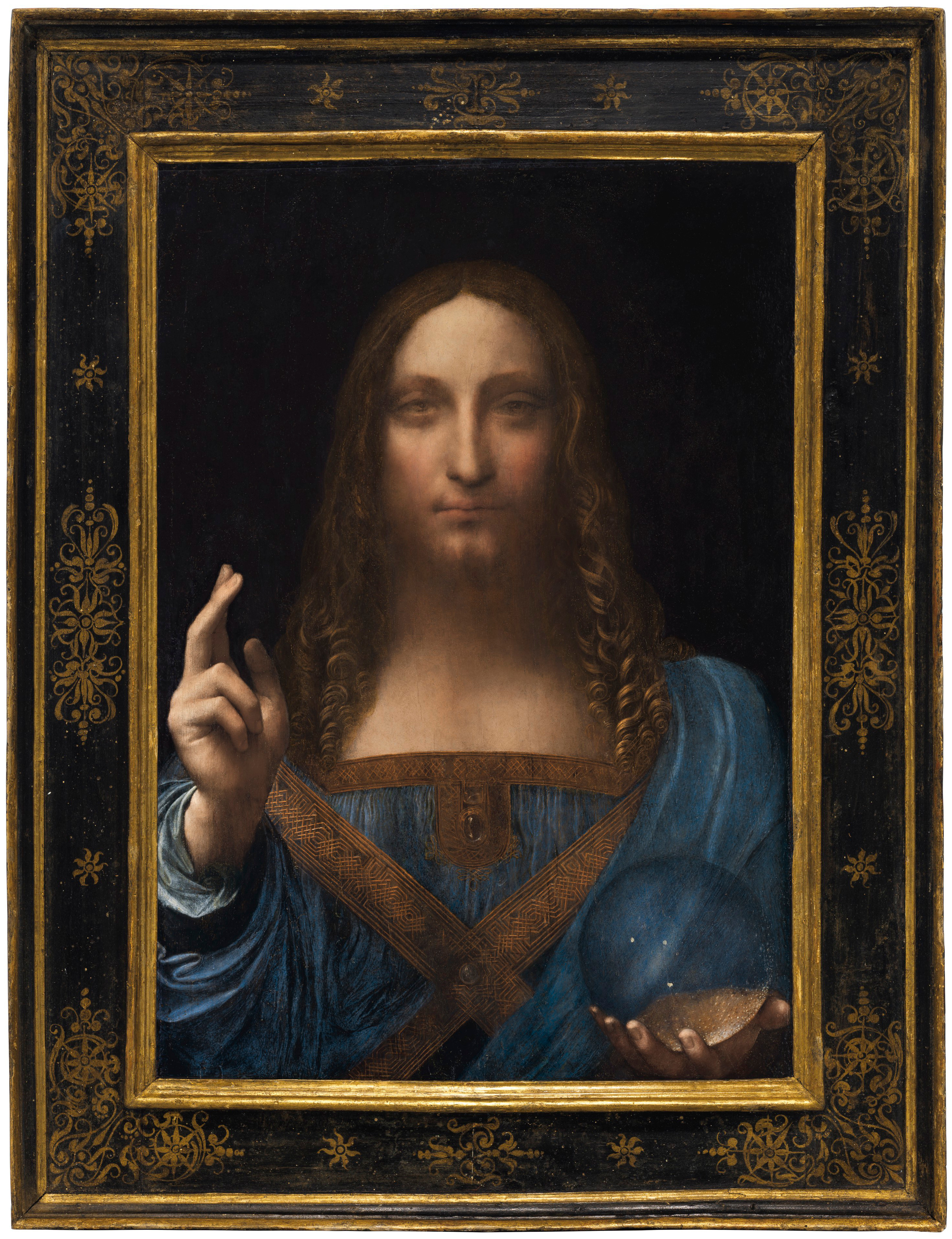
Jesus Christus, bezeichnet als Heiland, eine Zentralfigur der abendländischen Kultur

Eine Heilserwartung bezeichnet die Erwartung des baldigen, sichtbaren Eintritts einer perfekten, heilen und heiligen Welt durch übermenschliche Kräfte. Dem kann ein vehementer Umbruch vorausgehen, den nur die Gläubigen überleben würden. Das erwartete Heil schließt häufig eine Heilung mit ein und kann durch Propheten vermittelt werden.
Der Glaube an die Konstituierung des Reich Gottes, in dem das Böse endet und das Gute vollkommen ist, ist eine Heilserwartung. Bei Heilserwartungen spielen sehr oft (spannungsgeladene) Beziehungen zu einer anderen Gruppe und der Wunsch nach Veränderung eine Rolle. Eine Gruppe, die eine bestimmte Heilserwartung teilt, wird als Heilserwartungsbewegung bezeichnet.